# أنثيلي (فثيوتيس)

أنثيلي (Ανθήλη) هي مدينة في فثيوتيس في مقاطعة كينتريكي إلادا في اليونان.
يبلغ عدد سكانها حوالي 1166   نسمة.